# Teramnus hookerianus
Teramnus hookerianus är en ärtväxtart som beskrevs av A.Sen. Teramnus hookerianus ingår i släktet Teramnus och familjen ärtväxter. Inga underarter finns listade i Catalogue of Life.